# Каджаван
Каджаван (вірм. Քաջավան), Аміранлар (азерб. Əmiranlar) — село у Мартунинському районі Нагірно-Карабаської Республіки. Село розташоване за 2 км на північний схід від районного центру Мартуні та входить до міськради міста Мартуні.